# Dimethylsulfid
Dimethylsulfid (også dimetylsulfid, methylthiomethane, metyltiometan og DMS) er en organisk svovlforbindelse med formlen (CH3)2S.

## Egenskaber
Dimetylsulfid er en brandfarlig væske som stort set er uopløselig i vand. Det har en meget karakteristisk lugt som indgår i de emner som frigøres når majs, kål eller rødbeder varmes op. Dimetylsulfid er også årsagen til den karakteristiske lugt af hav. Det er også et tegn på bakteriel infektion ved fermentering af malt. Det dannes også som et biprodukt i sulfatprocessen.

## Anvendelse
Dimetylsulfid anvendes indenfor den petrokemiske industri for at hindre dannelsen af koks og kulmonoxid. Det anvendes også indenfor organisk syntese.

## Vejrvirkning
Dimetylsulfid (DMS) er en organisk komponent hvorved meget (15%) svovl formidles fra og til atmosfæren. DMS fotooxideres til sulfat-bioaerosoler, som er med til at danne skyer og tåge.